# Овада (герб)
Овада (пол. Owada) — польский дворянский герб, времён династии Пястов.

## Описание
В поле червлёном, на зелёном холме — ворота золотые с двумя дверями. Ворота увенчаны королевской короною. Герб увенчан рыцарским шлемом с короною с тремя страусовыми перьями.

## История
Годы основания герба 1058—1072 гг. По легенде этот герб получил рыцарь, который сопровождал короля Болеслава Храброго в его походе на Киев. Герб был пожалован за то, что король успешно добрался до Золотых ворот Киева.

## Герб используют
Цеязик (Cejzik), Чижик (Cyzik), Гронович (Gronowicz), Овада (Owada), Петлицкие (Pętlicki), Реганоские (Reganowski), Вилицкие (Wilicki).